# Daltjärnen (Rätans socken, Jämtland)
Daltjärnen är en sjö i Bergs kommun i Jämtland och ingår i Ljungans huvudavrinningsområde.